# Chambre des représentants (Bosnie-Herzégovine)
Cet article concerne la chambre basse de l'Assemblée parlementaire de la Bosnie-Herzégovine. Pour la chambre basse du Parlement de la fédération de Bosnie-et-Herzégovine, une entité politique de Bosnie-Herzégovine, voir Chambre des représentants de la fédération de Bosnie-et-Herzégovine.
Pour les autres articles nationaux ou selon les autres juridictions, voir Chambre des représentants.
9e législature
Bâtiment du Parlement
La Chambre des représentants (en bosnien : Predstavnički Dom ; en croate : Zastupnički Dom ; en serbe : Predstavnički Dom serbe cyrillique : Представнички Дом) est la chambre basse de l'Assemblée parlementaire de la Bosnie-Herzégovine, la Chambre des peuples étant la chambre haute. La chambre est composés de 42 membres élus au scrutin proportionnel plurinominal. Les deux tiers, soit 28, sont élus élus par la fédération de Bosnie-et-Herzégovine, et le tiers restant, soit 14, sont élus par la république serbe de Bosnie. Le mandat est de 4 ans.

## Système électoral
La Chambre des représentants est composé de 42 sièges pourvus tous les quatre ans au scrutin proportionnel plurinominal. 
Vingt-huit députés sont élus au sein de la fédération de Bosnie-et-Herzégovine, dont vingt-et-un dans cinq circonscriptions électorales plurinominales et sept au niveau de la Fédération afin d'assurer une meilleure proportionnalité des résultats. 
Quatorze députés sont élus au sein de la république serbe de Bosnie dont neuf dans trois circonscriptions et cinq au niveau de la République selon le même principe. Un seuil électoral est fixé à 3 % dans les circonscriptions.

## Histoire
L'organisation de la chambre résulte des accords de Dayton de 1995.